# インドシナ難民
インドシナ難民（インドシナなんみん）とは、1975年、ベトナム・ラオス・カンボジア（総称してインドシナ三国）が社会主義体制に移行したことにより、経済活動が制限されたり、同体制の下で迫害を受ける恐れがあったり、体制に馴染めないなどの理由から自国外へ脱出し、難民となった人々の総称。
難民の流出は1970年代後半から1980年代を通して見られ、特にその一部はボート・ピープルとして海外へと脱出したことで世界から注目された。

## 概説

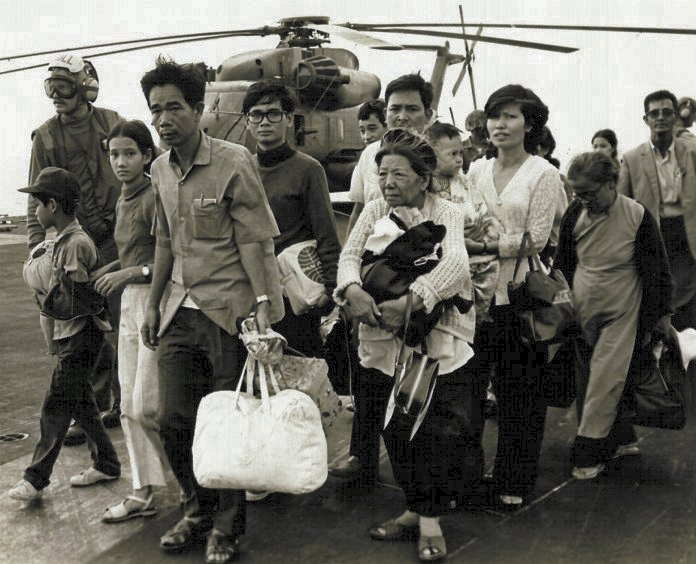
ベトナム戦争末期にヘリコプターでアメリカ軍の航空母艦に脱出した南ベトナム人

インドシナ三国からの難民の総数は約144万人に達し、その内約130万人がアジア地域の難民キャンプを経て、アメリカ合衆国（アメリカ）・オーストラリア・カナダ・フランス・日本など第三国に定住した。1979年にピークを迎え、同年からは、ベトナム政府と国連難民高等弁務官事務所（UNHCR）との間で締結された「合法出国に関する了解覚書」に準拠し、合法出国計画（ODP）が開始され、その結果、人道的ケースや家族再会に限定し、ベトナムからの合法出国が認められることとなった。ベトナム脱出の手段としてボートを用いた人々を特にボート・ピープルと呼ぶ。ボート・ピープルは1979年 - 1982年頃にピークが見られる。
これらの人々の多くは中国系であり、1979年前後には、急激な社会主義化による資産制限・国有化に加え、中越戦争による民族的緊張から、都市部で商業を営む華人が大量に国外脱出し国際的問題となった。1975年以前、南北ベトナムに在住していた145万人の華人のうち、26万人は中国に帰国、111万1000人がアメリカ･カナダなどに移住し、在ベトナムの華人人口は1987年には28.5万人にまで減少した。統一前、南部に居住する華人120万人のうち110万人はサイゴンに在住し、さらにそのうち70万人はチョロン在住であった。中越戦争期には華人が大量出国したため、チョロンの華人人口は1975年の70万人から1978年に10万人にまで激減した。
当時、香港、マカオの難民収容所の7割は、中国系ベトナム人であった。1978年、オーストラリアのマッケラー移民相は、ベトナム当局が社会事業の一環として国内の華僑人口を減らすため難民の大量流出を助長している証拠は十分に揃っているとしてベトナムを非難した。 オーストラリアは1975 − 1985年の10年間に9万人以上のベトナム難民を受け入れているが、1986年のオーストラリア在住の華僑・華人人口20万人のうちベトナム出身の華僑・華人は最多の39 %で、約8万人であった。
その後、ドイモイ政策以後は帰国者も増え、ベトナムにおける華人人口は復調傾向にある。
また、ベトナムでは政府によって、約10万人にのぼる南ベトナム政府及び南ベトナム軍関係者らに当局への出頭が命ぜられ再教育キャンプに送られ、階級・地位に応じてそれぞれ短いものは数週間、長いものは数年以上をキャンプで過ごした。1992年時点で10万人のうち9万4000人は釈放されて社会に復帰していたが、残る6000人はまだ再教育キャンプに収容されていた。米越間協議で9万4000人のうち3年間以上収容されていた4万5000人については本人の希望した場合アメリカが家族とともに受け入れる事を同意した。当時国内の窮乏と異常な失業率の高さに悩むベトナム側は、アメリカへ9万4000人全員とその家族を引き取るよう要求し、それを受けてのことである。
各国の現在までのインドシナ難民受け入れ数は以下となっている。
- アメリカ - 823,000人
- オーストラリア と カナダ - 各137,000人
- フランス - 96,000人
- ドイツ と イギリス - 各19,000人
- 日本 - 11,319人[8]
- イスラエル 400人

アメリカには多くの亡命ベトナム人のコミュニティや中国系ベトナム人のチャイナタウンが存在している。1970年代後期から、第三国に移住したインドシナ系中国人の増加により、フランスやオーストラリア、カナダ、アメリカなどでは世界有数規模のチャイナタウンが新たに形成されていった。 ニューヨークやロサンゼルスの他、シカゴの北華埠、パリ南部13区、シドニー郊外カブラマッタなどの大規模なチャイナタウンは1975年以降、海外に移住したインドシナ系中国人により形成されたものである。

## 年表
- 1975年4月：カンボジアでポル・ポト政権が樹立
- 同年5月：日本に初めてのボート・ピープルが上陸
- 同年12月：ラオス人民民主共和国成立
- 1976年1月：民主カンボジア成立、大量の難民が発生
- 同年7月：アメリカがベトナム戦争介入に失敗、ベトナム社会主義共和国成立
- 1979年1月：ポル・ポト政権崩壊、カンプチア人民共和国が成立
- 同年2月：中越戦争勃発により大量の難民が発生
- 同年7月：インドシナ難民問題国際会議が開催される
- 1981年6月：日本が難民条約へ加入

## 日本の受け入れ対応
日本でも1975年（昭和50年）にインドシナ難民が初めて到着、このとき日本政府は上陸を許可せず、結果、米軍基地を経由してアメリカに向かうことになった。この対応は国際的に批判を受け、その後、一時滞在のための体制整備を進め、1978年にはインドシナ難民の定住許可、1979年には定住促進策を講じることを決定し、同年、日本国政府はインドシナ難民の定住促進のための具体的業務を、財団法人アジア福祉教育財団に委託。同財団は難民事業本部を設置した。
- 姫路定住促進センター（兵庫県姫路市仁豊野（淳心会用地内））[11]
  - 運営期間：1979年12月 - 1996年3月
  - インドシナ難民のための日本語教育、社会生活適応指導、職業の斡旋・紹介、定住後のアフターケアなどの支援を実施。
  - 2,149人が日本語教育を受け、1,508人が就職。
- 大和定住促進センター（神奈川県大和市）[12]
  - 運営期間：1980年2月 - 1998年3月
  - インドシナ難民のための日本語教育、社会生活適応指導、職業の斡旋・紹介、定住後のアフターケアなどの支援を実施。
  - 2,090人が日本語教育を利用。1,045人が就職。